# 래리 겔맨
래리 겔먼(영어: Larry Gelman, 1930년 11월 3일 ~ 2021년 6월 7일)은 미국의 배우이다.

## 출연 작품
- 라스트 리소트 (1994년)
- 데드리 익스포셔 (1993년)
- 토요일 밤의 남자 (1992년)
- 인 더 히트 오브 더 나잇 (1988년)
- 청춘 댄스 파트너 (1985년)
- 오하라의 아내 (1982년)
- 나일강의 기적 (1980년)
- 프리스코 키드 (1979년)
- 생사의 갈림길 (1979년)
- 채터박스 (1977년)
- 이상한 나라의 앨리스 (1976년)
- 청춘 파티 (1976, Slumber Party '57)
- 세계에서 가장 힘센 남자 (1975년)
- 슈퍼대드 (1973년)
- 나우 유 씨 힘, 나우 유 돈 (1972년)

### 텔레비전
- 코작 (1975-78)
- 아들과 딸들 (1977-81)
- 명탐정 하드볼 (1990, Grand Slam)